# Liste von Sakralbauten im Regionalverband Saarbrücken

Städte und Gemeinden im Regionalverband Saarbrücken

Die Liste von Sakralbauten im Regionalverband Saarbrücken listet alle Kirchen, Kapellen und sonstigen Sakralbauten im südsaarländischen Regionalverband auf. Zum Regionalverband Saarbrücken zählen fünf Städte und fünf Gemeinden.

## Liste

### Friedrichsthal
| Bild | Inneres | Name                | Kon- fession | Gemeinde/Ortsteil                          | Bauzeit | Anmerkungen/Baustil                                                                                 |
| ---- | ------- | ------------------- | ------------ | ------------------------------------------ | ------- | --------------------------------------------------------------------------------------------------- |
|      |         | St. Marien          | röm.-kath.   | Friedrichsthal (Saar) (Standort)           | 1928    | Expressionistische Stadtkirche (Architekt: Peter Marx); Kirchturm von 1956 im Jahr 2016 abgerissen. |
|      |         | Evangelische Kirche | ev.          | Friedrichsthal (Saar) (Standort)           | 1897    | neugotisches Kirchengebäude                                                                         |
|      |         | St. Josef           | röm.-kath.   | Friedrichsthal (Saar)/Bildstock (Standort) | 1907    | Neugotische Pfarrkirche                                                                             |
|      |         | St. Ludwig          | röm.-kath.   | Friedrichsthal (Saar)/Maybach (Standort)   | 1925    | Neoromanische Filialkirche; 2019 profaniert                                                         |

### Heusweiler
| Bild | Inneres | Name                   | Kon- fession | Gemeinde/Ortsteil                        | Bauzeit    | Anmerkungen/Baustil                                            |
| ---- | ------- | ---------------------- | ------------ | ---------------------------------------- | ---------- | -------------------------------------------------------------- |
|      |         | Mariä Heimsuchung      | röm.-kath.   | Heusweiler (Standort)                    | 1863/ 1966 | Außen: Neugotische Pfarrkirche; Kirchenschiff faktisch neu     |
|      |         | Evangelische Kirche    | ev.          | Heusweiler (Standort)                    | 1905       | spätmittelalterlicher Chor erhalten                            |
|      |         | St. Josef              | röm.-kath.   | Heusweiler/Holz (Standort)               | 1927       |                                                                |
|      |         | Evangelische Kirche    | ev.          | Heusweiler/Holz (Standort)               | 1900       | Neugotisches Kirchengebäude                                    |
|      |         | Neuapostolische Kirche | neuap.       | Heusweiler/Holz (Standort)               | ~ 1980     |                                                                |
|      |         | St. Willibrord         | röm.-kath.   | Heusweiler/Wahlschied (Standort)         | 1955       | Filialkirche                                                   |
|      |         | Evangelische Kirche    | ev.          | Heusweiler/Wahlschied (Standort)         | 1901       | Neugotisches Kirchengebäude                                    |
|      |         | Christi Himmelfahrt    | röm.-kath.   | Heusweiler/Lummerschied (Standort)       | 1968       | Filialkirche                                                   |
|      |         | St. Jakobus            | röm.-kath.   | Heusweiler/Kutzhof (Standort)            | 1898       |                                                                |
|      |         | St. Erasmus            | röm.-kath.   | Heusweiler/Eiweiler (Standort)           | 1959       | Kirchengebäude im Stil des Brutalismus                         |
|      |         | Maria Königin          | röm.-kath.   | Heusweiler/Obersalbach-Kurhof (Standort) | 2008       | Die alte Kirche musste wegen Bergbauschäden abgerissen werden. |

### Großrosseln
| Bild | Inneres | Name                    | Kon- fession | Gemeinde/Ortsteil                     | Bauzeit    | Anmerkungen/Baustil                   |
| ---- | ------- | ----------------------- | ------------ | ------------------------------------- | ---------- | ------------------------------------- |
|      |         | St. Wendalinus          | röm.-kath.   | Großrosseln (Standort)                | 1887       | Neuromanische Pfarrkirche             |
|      |         | Herz Mariä              | röm.-kath.   | Großrosseln/Dorf im Warndt (Standort) | 1955       |                                       |
|      |         | St. Barbara             | röm.-kath.   | Großrosseln/Emmersweiler (Standort)   | 1967       | Architekt: Günter Kleinjohann (Trier) |
|      |         | St. Nikolaus            | röm.-kath.   | Großrosseln/St. Nikolaus (Standort)   | 1931       | Filialkirche                          |
|      |         | St. Johannes der Täufer | röm.-kath.   | Großrosseln/Naßweiler (Standort)      | 1898/ 1952 | Filialkirche                          |
|      |         | Evangelische Kirche     | ev.          | Großrosseln/Naßweiler (Standort)      | ~1960      |                                       |
|      |         | Evangelische Kirche     | ev.          | Großrosseln/Karlsbrunn (Standort)     | 1897       | Neugotisches Kirchengebäude           |

### Kleinblittersdorf
| Bild | Inneres | Name                       | Kon- fession | Gemeinde/Ortsteil                                 | Bauzeit                  | Anmerkungen / Baustil                                                                                              |
| ---- | ------- | -------------------------- | ------------ | ------------------------------------------------- | ------------------------ | --- |
|      |         | St. Agatha                 | röm.-kath.   | Kleinblittersdorf (Standort)                      | 1911                     | Neoromanische Pfarrkirche                                                                                          |
|      |         | Evangelische Kirche        | ev.          | Kleinblittersdorf (Standort)                      | ~ 1970                   | 2012 entwidmet und verkauft.                                                                                       |
|      |         | St. Lukas                  | röm.-kath.   | Kleinblittersdorf/Bliesransbach (Standort)        | 1932                     | Architekt: Peter Marx; Klais-Orgel von 1953                                                                        |
|      |         | Alte Pfarrkirche St. Lukas | röm.-kath.   | Kleinblittersdorf/Bliesransbach (Standort)        | 17. Jh./ 1779/ 1882/ ... | Ehemalige Pfarrkirche des Ortes. Seit dem Bau der neuen Pfarrkirche St. Lukas nur noch als Kapelle genutzt.        |
|      |         | Evangelische Kirche        | ev.          | Kleinblittersdorf/Bliesransbach (Standort)        | 1960                     | Barackenkirche: 1960 von Helmut Dunker in Saarbrücken-Folsterhöhe errichtet und 1965 nach Bliesransbach umgesetzt. |
|      |         | Mariä Heimsuchung          | röm.-kath.   | Kleinblittersdorf/Auersmacher (Standort)          | 1844                     | Klassizistische Saalkirche                                                                                         |
|      |         | St. Walfridus              | röm.-kath.   | Kleinblittersdorf/Rilchingen-Hanweiler (Standort) | 1887/1962                | Neugotisches Kirchengebäude; Kirchturm von 1962                                                                    |
|      |         | Erlöserkirche              | ev.          | Kleinblittersdorf/Rilchingen-Hanweiler (Standort) | 1934                     | |
|      |         | St. Josef                  | röm.-kath.   | Kleinblittersdorf/Sitterswald (Standort)          | 1956                     | Filialkirche |
|      |         | Kreuzkirche                | ev.          | Kleinblittersdorf/Sitterswald (Standort)          | ????                     | |

### Püttlingen
| Bild | Inneres | Name                       | Kon- fession | Gemeinde/Ortsteil                | Bauzeit          | Anmerkungen / Baustil |
| ---- | ------- | -------------------------- | ------------ | -------------------------------- | ---------------- | --- |
|      |         | St. Sebastian              | röm.-kath.   | Püttlingen (Standort)            | 1909             | Neoromanisches Kirchengebäude; Aufgrund seiner Größe und Außenwirkung im Volksmund Köllertaldom genannt                                                               |
|      |         | Liebfrauen                 | röm.-kath.   | Püttlingen (Standort)            | 1890/ 1928/ 1968 | Neogotisches Kirchengebäude; 1968 um ein Querhaus erweitert. |
|      |         | St. Bonifatius             | röm.-kath.   | Püttlingen (Standort)            | 1930             | Expressionistisches Kirchengebäude |
|      |         | Klosterkirche Heilig Kreuz | röm.-kath.   | Püttlingen (Standort)            | 1960             | Klosterkirche der Redemptoristinnen; Architekt: György Lehoczky |
|      |         | Auferstehungskirche        | ev.          | Püttlingen (Standort)            | 1959             | 2012 entwidmet |
|      |         | Herz Jesu                  | röm.-kath.   | Püttlingen/Köllerbach (Standort) | 1899             | Neugotisches Kirchengebäude |
|      |         | Martinskirche              | ev.          | Püttlingen/Köllerbach (Standort) | 1548 und früher  | Gotisches Kirchengebäude! Nicht zu verwechseln mit der katholischen Kirche St. Martin                                                                                 |
|      |         | Begegnungskirche           | röm.-kath.   | Püttlingen/Köllerbach (Standort) | 1975             | Filialkirche |
|      |         | St. Martin                 | röm.-kath.   | Püttlingen/Köllerbach (Standort) | ~1950            | Nutzung durch das „Institut Christus König und Hohepriester“ für Heilige Messen im Alten Ritus; Nicht zu verwechseln mit der evangelischen Martinskirche im Dorfkern. |

### Quierschied
| Bild | Inneres | Name                | Kon- fession | Gemeinde/Ortsteil                           | Bauzeit    | Anmerkungen / Baustil                                                         |
| ---- | ------- | ------------------- | ------------ | ------------------------------------------- | ---------- | ----------------------------------------------------------------------------- |
|      |         | Mariä Himmelfahrt   | röm.-kath.   | Quierschied (Standort)                      | 1866/ 1898 | Neugotische Pfarrkirche; 1898 Erweiterung um zwei weitere neugotische Schiffe |
|      |         | St. Paul            | röm.-kath.   | Quierschied (Standort)                      | ~ 1961     |                                                                               |
|      |         | Evangelische Kirche | ev.          | Quierschied (Standort)                      | 1958       | 2010 entwidmet und verkauft (Turm abgerissen)                                 |
|      |         | St. Josef           | röm.-kath.   | Quierschied/Fischbach-Camphausen (Standort) | 1912       | Neoromanisches Kirchengebäude                                                 |
|      |         | Evangelische Kirche | ev.          | Quierschied/Fischbach-Camphausen (Standort) | 1930       |                                                                               |
|      |         | St. Josef           | röm.-kath.   | Quierschied/Göttelborn (Standort)           | 1935       |                                                                               |
|      |         | Friedenskirche      | ev.          | Quierschied/Göttelborn (Standort)           | 1967       | Zeltförmiges Kirchengebäude; 2011 entwidmet                                   |

### Riegelsberg
| Bild | Inneres | Name                   | Kon- fession     | Gemeinde/Ortsteil                   | Bauzeit | Anmerkungen / Baustil                                    |
| ---- | ------- | ---------------------- | ---------------- | ----------------------------------- | ------- | -------------------------------------------------------- |
|      |         | St. Josef              | röm.-kath.       | Riegelsberg (Standort)              | 1880    | Neugotisches Kirchengebäude                              |
|      |         | St. Matthias           | röm.-kath.       | Riegelsberg (Standort)              | 1956    | Modernes Kirchengebäude                                  |
|      |         | St. Elisabeth          | röm.-kath.       | Riegelsberg (Standort)              | 1972    | Modernes Kirchengebäude; 2011 profaniert und abgerissen. |
|      |         | Evangelische Kirche    | ev.              | Riegelsberg (Standort)              | 1889    | Neugotisches Kirchengebäude; Mayer-Orgel von 2002        |
|      |         | Neuapostolische Kirche | neuap.           | Riegelsberg (Standort)              | ????    |                                                          |
|      |         | St. Peter und Paul     | röm.-kath.       | Riegelsberg/Walpershofen (Standort) | 1928    | Filialkirche; Mayer-Orgel von 1958                       |
|      |         | Evangelische Kirche    | ev.              | Riegelsberg/Walpershofen (Standort) | ~ 1950  | Mayer-Orgel von 2005                                     |
|      |         | Immanuelkirche         | alt-luth. (SELK) | Riegelsberg/Walpershofen (Standort) | ~ 1950  | Orgel von Andreas Andresen (1987)                        |

### Sulzbach/Saar
| Bild | Inneres | Name                   | Kon- fession | Gemeinde/Ortsteil                     | Bauzeit    | Anmerkungen / Baustil |
| ---- | ------- | ---------------------- | ------------ | ------------------------------------- | ---------- | --- |
|      |         | Allerheiligen          | röm.-kath.   | Sulzbach (Saar) (Standort)            | 1929       | Architekt: Peter Marx |
|      |         | Evangelische Kirche    | ev.          | Sulzbach (Saar) (Standort)            | 1854/ 1898 | Neugotisches Kirchengebäude; 1898 erweitert. |
|      |         | Neuapostolische Kirche | neuap.       | Sulzbach (Saar) (Standort)            |            | |
|      |         | Herz Jesu              | röm.-kath.   | Sulzbach (Saar)/Altenwald (Standort)  | 1911       | Neugotisches Kirchengebäude |
|      |         | Evangelische Kirche    | ev.          | Sulzbach (Saar)/Altenwald (Standort)  | 1893- 1897 | Neugotisches Kirchengebäude; Aufgrund der Absenkung des Geländes durch den Bergbau befindet sich die gesamte Kirche in ungewöhnlicher Schieflage.       |
|      |         | St. Marien             | röm.-kath.   | Sulzbach (Saar)/Hühnerfeld (Standort) | 1911       | Das neugotische Kirchengebäude erinnert in seiner Formensprache an Kirchen der norddeutschen Backsteingotik                                             |
|      |         | Evangelische Kirche    | ev.          | Sulzbach (Saar)/Hühnerfeld (Standort) | 1934–36    | Arch. Johannes Kellermann, Köln. Entwidmung an Pfingsten 2020                                                                                           |
|      |         | St. Pius               | röm.-kath.   | Sulzbach (Saar)/Brefeld (Standort)    | 1898 1958  | 1958 wurde ein alter Stall zur Filialkirche umgebaut; 2016 profaniert                                                                                   |
|      |         | St. Hildegard          | röm.-kath.   | Sulzbach (Saar)/Neuweiler (Standort)  | 1957       | Architekt: Gottfried Böhm; 2005 wurde der seitliche Glockenturm abgerissen und durch einen neuen Turm ersetzt, den Böhm ebenfalls selbst entworfen hat. |
|      |         | Evangelische Kirche    | ev.          | Sulzbach (Saar)/Neuweiler (Standort)  | 1954       | 2010 wurde der Innenraum umgestaltet und verkleinert dabei wurden Altar und Sitzausrichtung zur Orgel hin gedreht.                                      |
|      |         | St. Barbara            | röm.-kath.   | Sulzbach (Saar)/Schnappach (Standort) | 1970       | Filialkirche; Als einzige Kirche der Stadt Sulzbach gehört St. Barbara bereits zum Bistum Speyer.                                                       |

### Völklingen
| Bild | Inneres | Name                   | Kon- fession | Gemeinde/Ortsteil                         | Bauzeit          | Anmerkungen / Baustil |
| ---- | ------- | ---------------------- | ------------ | ----------------------------------------- | ---------------- | --- |
|      |         | St. Eligius            | röm.-kath.   | Völklingen (Standort)                     | 1913             | Neubarocke Stadtkirche mit repräsentativem Turm                                                                              |
|      |         | St. Michael            | röm.-kath.   | Völklingen (Standort)                     | 1958             | |
|      |         | Versöhnungskirche      | ev.          | Völklingen (Standort)                     | 1928             | Repräsentative neubarocke Saalkirche                                                                                         |
|      |         | Neuapostolische Kirche | neuap.       | Völklingen (Standort)                     | ~ 1960           | |
|      |         | Schmerzhafte Mutter    | röm.-kath.   | Völklingen/Fürstenhausen (Standort)       | 1954             | Heller Kirchenbau aus Beton; Klais-Orgel aus dem Jahr 1964                                                                   |
|      |         | Kreuzeskirche          | ev.          | Völklingen/Fürstenhausen (Standort)       | 1975             | Schlichter Betonbau |
|      |         | St. Antonius           | röm.-kath.   | Völklingen/Fenne (Standort)               | 1965             | Kirchengebäude im Stil des Brutalismus; 2013 profaniert                                                                      |
|      |         | Christkönig            | röm.-kath.   | Völklingen/Luisenthal (Standort)          | 1927             | Expressionistisches Kirchengebäude                                                                                           |
|      |         | St. Paulus             | röm.-kath.   | Völklingen/Heidstock (Standort)           | 1953             | |
|      |         | Erlöserkirche          | ev.          | Völklingen/Heidstock (Standort)           | 1965             | |
|      |         | St. Konrad             | röm.-kath.   | Völklingen/Röchlinghöhe (Standort)        | 1955             | |
|      |         | Evangelische Kirche    | ev.          | Völklingen/Röchlinghöhe (Standort)        | 1980             | 2011 entwidmet |
|      |         | St. Josef              | röm.-kath.   | Völklingen/Wehrden (Standort)             | 1899             | Neugotische Pfarrkirche |
|      |         | St. Hedwig             | röm.-kath.   | Völklingen/Wehrden (Standort)             | 1965             | |
|      |         | Auferstehungskirche    | ev.          | Völklingen/Wehrden (Standort)             | 1954             | |
|      |         | Mariä Himmelfahrt      | röm.-kath.   | Völklingen/Geislautern (Standort)         | 1907             | Neugotische Pfarrkirche |
|      |         | Herz Jesu              | röm.-kath.   | Völklingen/Ludweiler (Standort)           | 2000             | Die alte Pfarrkirche von 1929 musste im Jahr 1999 aufgrund von Bergbauschäden abgerissen und an neuer Stelle ersetzt werden. |
|      |         | Hugenottenkirche       | ev.          | Völklingen/Ludweiler (Standort)           | 1786/ 1877/ 1961 | Barocke Saalkirche |
|      |         | St. Paulinus           | röm.-kath.   | Völklingen/Lauterbach (Warndt) (Standort) | 1912             | Architekt: Peter Marx; Aufgrund seiner Größe und repräsentativen Außenwirkung im Volksmund „Warndtdom“ genannt.              |